# شبیه‌سازی بی‌درنگ
شبیه‌سازی بی‌درنگ اشاره به مدل کامپیوتری یک سامانه فیزیکی دارد که می‌تواند فرایند شبیه‌سازی را در زمانی برابر با زمان واقعی انجام دهد. به بیانی دیگر، زمان اجرای مدل کامپیوتری در یک نسبت یکسان با زمان سامانه فیزیکی است، به عنوان مثال اگر زمان واقعی پر شدن مخزنی در جهان واقعی ۱۰ دقیقه باشد، شبیه‌سازی آن نیز ۱۰ دقیقه به طول می‌انجامد.

## تعریف
از شبیه‌سازها طی سالهای گذشته به شکل گسترده‌ای جهت برنامه‌ریزی و طراحی سیستم‌های الکتریکی استفاده شده است. از طراحی سیستم‌های قدرت در مقیاس‌های بزرگ تا بهینه‌سازی راه‌انداز موتورها، شبیه‌سازی نقش بسیار مهمی در موفقیت توسعه تعداد زیادی از برنامه‌های کاربردی ایفا کرده است. در سه دهه گذشته تکامل فناوری کامپیوتر سبب پیشرفت و بهبود ابزارهای شبیه‌سازی شده است. با توجه به کاهش قیمت و افزایش بهره‌وری فناوری کامپیوتری، قابلیت ابزارهای شبیه‌سازی برای حل مسائل پیچیده در زمان کمتر پیشرفت قابل توجهی کرده است.

## کاربردها
شبیه‌سازهای بی‌درنگ به‌طور گسترده در بسیاری از حوزه‌های مهندسی و برنامه‌های کاربردی همچون طراحی و کنترل ناوگان هوایی، طراحی کنترل‌کننده‌های پیچیده و آزمون‌های حفاظتی شبکه‌های قدرت مورد استفاده قرار می‌گیرند.